# ECS菁英挑戰聯賽
ECS菁英挑戰聯賽（Elite Challenger Series，簡稱ECS），為HKEsports過往所主辦及營運的官方挑戰聯賽，亦為台港澳首個《英雄聯盟》官方的挑戰聯賽。

## 賽事沿革
2016年初，Garena決定為台港澳賽區的「英雄聯盟大師系列賽」（League of Legends Master Series，LMS）創建二級聯賽，並交由香港電子競技有限公司負責主辦，即為菁英挑戰聯賽。最終2016賽季來自台灣、香港、澳門地區的八支隊伍獲得參賽資格並爭奪春季季後賽的參賽資格。

直至2019年9月25日，Riot與Garena公布將合併LMS職業聯賽和「英雄聯盟東南亞巡迴賽」（League of Legends SEA Tour，LST）兩個賽區，並於2019年12月19日成立「英雄聯盟太平洋職業聯賽」（Pacific Championship Series，PCS），而PCS職業聯賽成立也導致ECS中止。

## 參賽隊伍
2016賽季首屆ECS春季聯賽參加隊伍：
- Assassin Sniper[4]、DreamCatcher、閃電哈士奇（閃電狼二隊）、GashBears、OpenMidPlease、Taipei Berserkers（TPA二隊）、WannaBeWithYou、WingsOflibeRty。

## 賽制
與LMS職業聯賽同樣一年有春、夏兩季的常規性季賽，每一季的例行賽事結束後會進行季後賽。ECS作為晉級LMS的管道，季後賽冠軍將可參加LMS升降賽爭取LMS的隊伍席次。
ECS菁英挑戰聯賽將採線上BO2循環賽制，共計兩輪循環，單場系列賽中取得2勝的隊伍獲得3點積分；1勝1敗的隊伍各獲得1點積分，ECS聯賽結束後，積分前四名的隊伍進入線下季後賽，冠亞軍進入升降賽。與LMS季賽末兩名隊伍交手，獲勝的隊伍可晉級至下一季的季賽。
- 若HKEsports之隊伍降級至ECS菁英挑戰聯賽，HKEsports不得同時擁有該隊伍與ECS菁英挑戰聯賽之承辦資格，必須擇一。
- 若LMS參賽隊伍二軍晉升至LMS季賽，不得同時存有兩個屬於相同公司（包含關係企業）之戰隊，其中一個戰隊必須另尋贊助商或轉售給其他人。
- 由於Assassin Sniper與GashBears之前為2015 LMS夏季聯賽參賽隊伍並擁有2016 LMS春季升降賽參賽資格，因此將會直接保送進入ECS菁英挑戰聯賽，LMS二軍隊伍則必須從頭於戰隊積分開始挑戰。

因ECS隊伍經營與成績起伏等，參賽隊伍數量變動較頻繁、賽制調整頻率較高，而未盡列過往賽制。

## 升降賽事
ECS為LMS職業聯賽底下之次級聯賽，每季末LMS後二名會與ECS前四名進行相關升降賽事。
- 範例：2016賽季 2016 ECS夏季聯賽排名頭四隊伍進入2016 ECS夏季季後賽，季後賽冠軍可獲得2017 LMS春季晉升賽參賽資格。

另外ECS當季常規賽前六名隊伍將保有資格參加下季ECS，後二名隊伍需與符合資格並報名的業餘隊伍參加ECS海選賽（公開賽）。
- 範例：2018賽季海選隊伍由2018 ECS春季公開賽的8隊取3隊，與ECS本來的5隊，共8支隊組成2018 ECS春季聯賽。

Garena與拳頭遊戲也在2017賽季結束後積極地討論LMS職業聯賽的未來發展，並在轉播、賽制調整，欲透過升降制度的調整，以保障隊伍投資。因過往LMS賽季中排名末兩位的隊伍，必須和ECS前二名的隊伍共同進行升降賽，決定哪兩隊可以獲得下一季LMS席次，固然可以有效維持聯賽強度，但也讓許多有能力贊助、支持的組織卻步而不敢放手投資。2018賽季改為LMS僅有聯賽最後一名的隊伍會進入升降賽，藉此保障大多數隊伍在投資、贊助、選手調配與行銷方針上，至少能有一整年去執行完整的規劃。

## 歷年排名
| 年份 | 季度 | 冠軍            | 亞軍              | 季軍                  |
| ---- | ---- | --------------- | ----------------- | --------------------- |
| 2016 | 春季 | Flash Husky     | Taipei Berserkers | GashBears             |
| 2016 | 夏季 | NonHK           | WingsOflibeRty    | ⁠ Dream Catcher Gaming |
| 2017 | 春季 | Team Yetti      | Raise Gaming      | J Team 2              |
| 2017 | 夏季 | ahq Fighter     | 17 Academy        | J Team 2              |
| 2018 | 春季 | Afro Beast      | 17 Academy        | Kowloon Esports       |
| 2018 | 夏季 | Kowloon Esports | BUFF              | 17 Academy            |
| 2019 | 春季 | SuperEsports    | MachiX            | F-Soul Esports        |
| 2019 | 夏季 | J Team 2        | MachiX            | F-Soul Esports        |